# 埃默里·莫利纽克斯
埃默里·莫利纽克斯（英語：Emery Molyneux，？—1598年6月）是英国伊丽莎白时代的球仪、数学仪器和大炮制作师。他的地球仪和天球仪首次制成于1592年，这令他成为了第一个制作球仪的英国人。